# Duitse Canadezen
De Duitse Canadezen (Duits: Deutsch-Kanadier , Engels: German Canadians) omvat een groep van meer dan 3 miljoen mensen van de Canadese bevolking. 

## Geschiedenis
De eerste Duitsers kwamen in Canada, toen van Duitsland nog geen sprake was. In de achttiende eeuw vochten Duitsers voor de Britse koning George III, die ook keurvorst van Hannover was in de Amerikaanse Onafhankelijkheidsoorlog. Een aantal van hen bleef daar wonen en mengde zich met de Frans-Canadese bevolking. Een eerste grotere migratiegolf was er echter al na de verovering van Nova Scotia. Vele Duitsers hadden gevochten voor de Britse koning en wilden zich in het nieuwe gebied vestigen. Er kwamen vele protestanten als tegengewicht voor de katholieke Acadiërs. Deze instroom begon al vanaf 1751 en in het zuiden van Nova Scotia zijn er heden vele dorpen en mensen met een Duits klinkende naam. 
Rond 1800 kwamen vele mennonieten uit de staat Pennsylvania, de Pennsylvania Dutch. Vooral de stad Berlin in Ontario herbergde vele Duitsers. Tijdens de Eerste Wereldoorlog werd deze stad hernoemd in Kitchener. Tussen 1830 en 1860 volgden ook nog eens zo'n 50.000 Duitsers uit Europa.
Aan het einde van de negentiende eeuw volgde een nieuw instroom uit Oost-Europa, voornamelijk Rusland-Duitsers, mennonieten die opgejaagd werden door het Tsaristische regime in Rusland. De boeren, die de barre weersomstandigheden van Rusland gewend waren hadden minder moeite om zich aan het klimaat in hun nieuwe thuisland aan te passen. Toen de Verenigde Staten in de jaren 1920 quota's oplegde aan de instroom van Centraal- en Oost-Europa kwamen er nog meer migranten naar Canada, tot dit land het zelf ging beperken. 
Door Eerste Wereldoorlog kwam er ook een Germanofobie en werden vele Duitse straat- en plaatsnamen vervangen door meer Engels klinkende namen. Ook begonnen de Duitsers zelf met het spreken van Engels hierdoor. Ook na de Tweede Wereldoorlog migreerden nog zo'n 400.000 Duitsers naar Canada. 

## Geografie

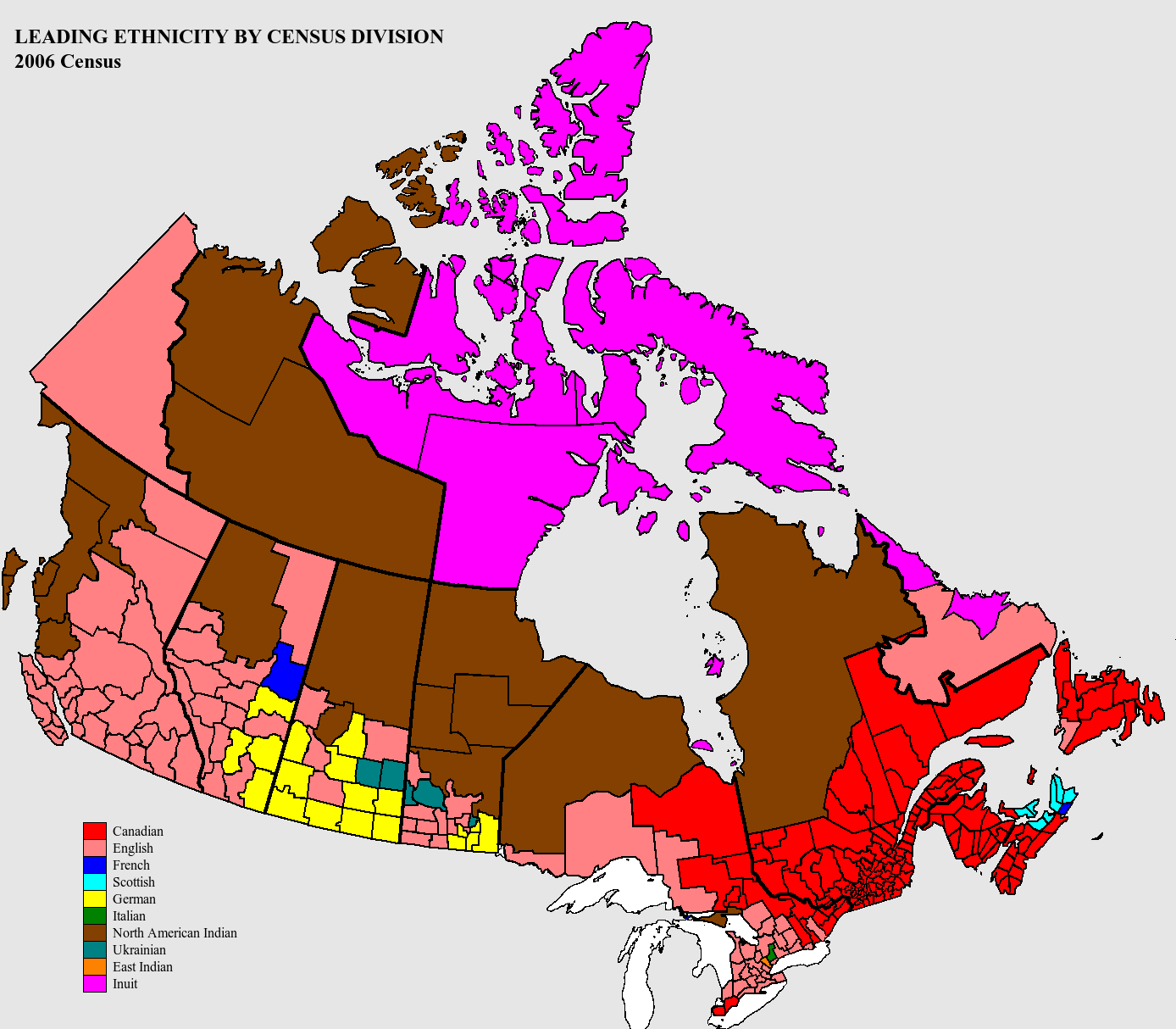
Duitse Canadazen zijn in een aantal delen van Canada in de meerderheid (geel gekleurd).

De meeste Duitse Canadezen wonen in Toronto (220.135), Vancouver (187.410), Winnipeg (109.355), Kitchener (93.325) en Montréal  (83.850). 
Op de Canadese prairie wonen ook veel Duitse Canadezen. Nagenoeg de helft van de bevolking van de provincie Saskatchewan is van Duitse afkomst. 

## Galerij

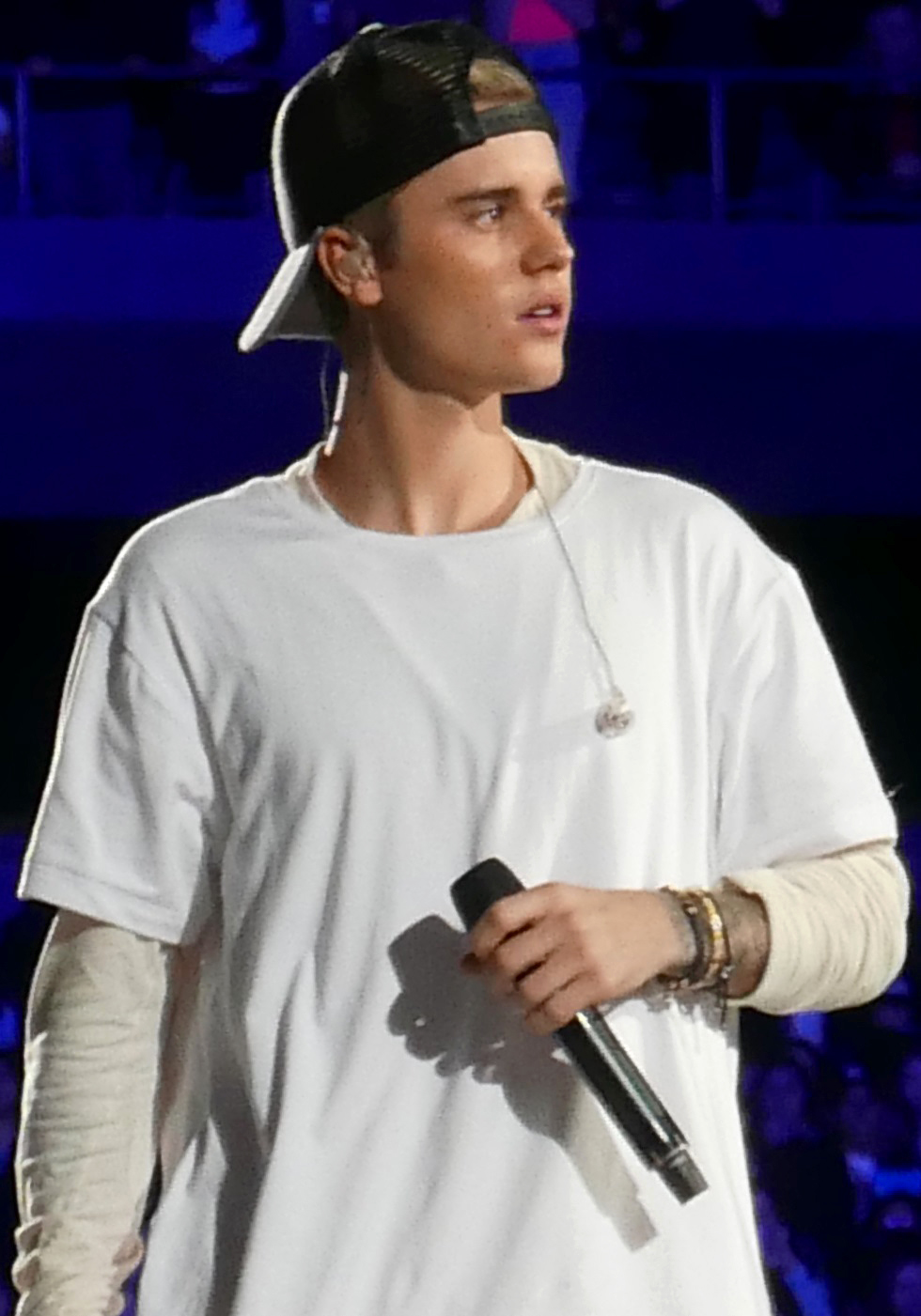
Justin Bieber
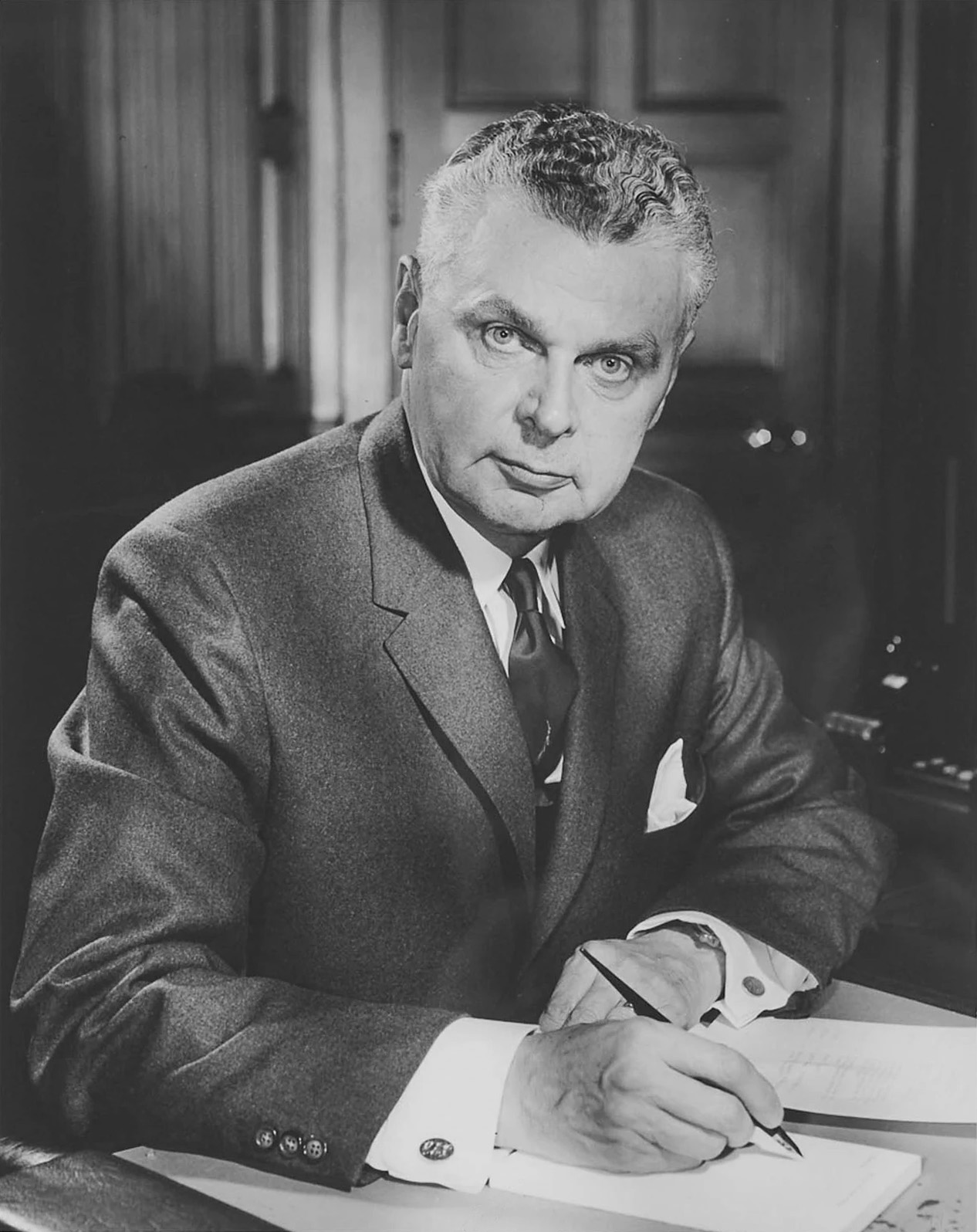
John Diefenbaker
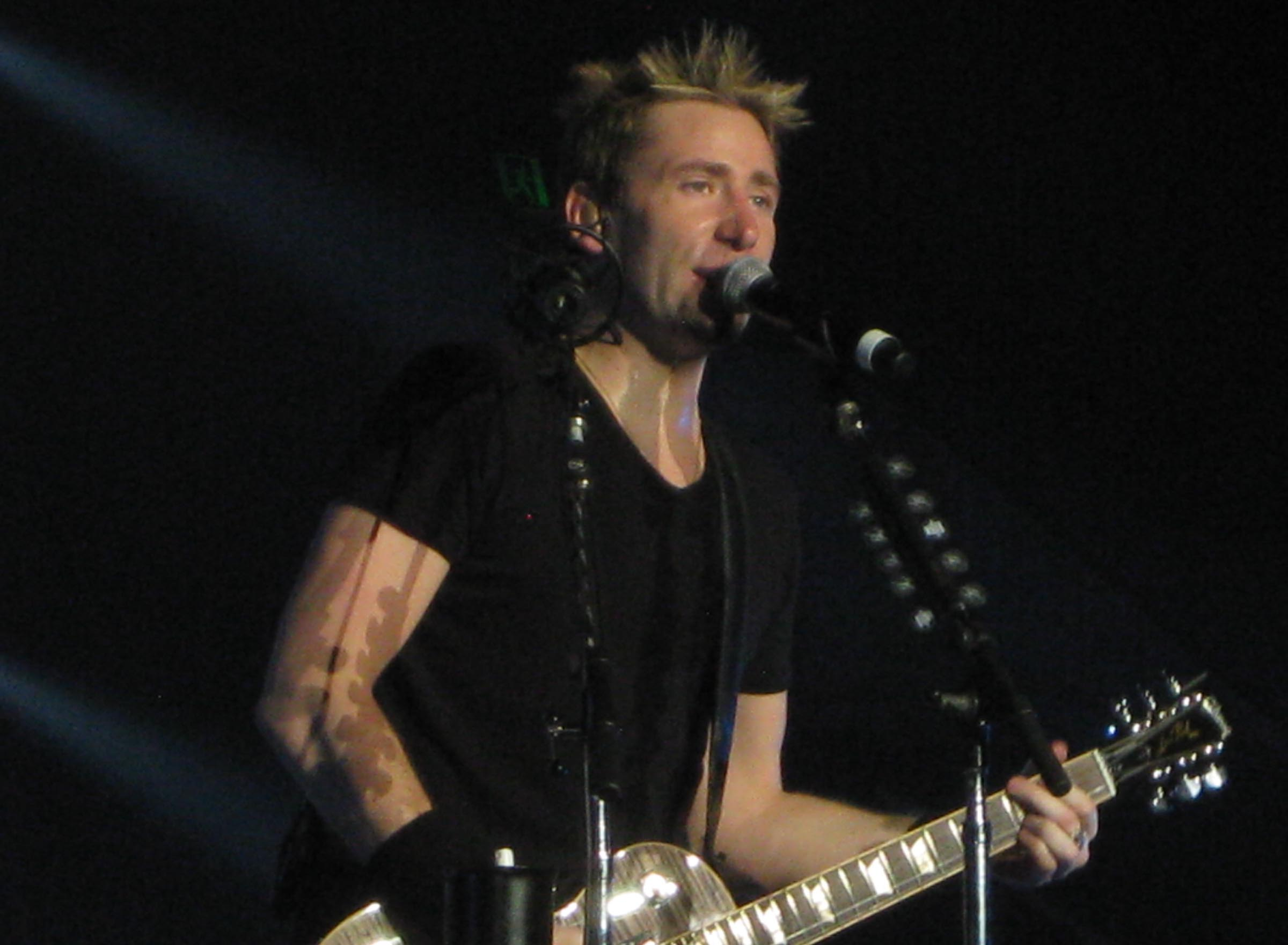
Chad Kroeger